# Hillwood Estate, Museum & Gardens
Hillwood Estate, Museum & Gardens è un museo di arti decorative a Washington, D.C., USA.
Già residenza della donna d'affari, filantropa e collezionista Marjorie Merriweather Post, Hillwood, è nota per la sua grande collezione di arti decorative, che riguarda in particolar modo i Romanov. 
Sono in mostra, tra l'altro, due Uova Fabergé, arte francese del XVIII e XIX secolo ed una delle più belle collezioni di orchidee del paese.